# .38 Special
Die .38 Special ist eine in den USA entwickelte und dort weit verbreitete Revolver-Patrone.

## Bezeichnung
Im deutschen Nationalen Waffenregister (NWR) wird die Patrone unter Katalognummer 146 unter folgenden Bezeichnungen geführt (Auswahl, gebräuchliche Bezeichnungen in Fettdruck)
- .38 Special (Hauptbezeichnung)
- .38 S&W Special
- .38 S&W Special & U.S. Service CTG. S
- .38 S&W Special Revolver
- .38 SP 1.15"
- .38-44 S&W Special
- .38-44 Special
- 9x29,5 Revolver

## Geschichte
Die .38 Special wurde von dem US-Unternehmen Smith & Wesson 1902 als Nachfolger der von Fehlern geplagten .38 Long Colt für die Revolver-Modelle Military & Police entwickelt.
Bei der .38er handelt es sich um eine in den USA weit verbreitete Zentralfeuerpatrone, die im zivilen, aber auch im militärischen/polizeilichen Sektor Verwendung findet. Für diese Patrone stehen sehr viele Geschossvarianten zur Verfügung, wie z. B. Wadcutter-Geschosse oder Hohlspitzgeschosse, Geschosse mit Schrot oder sogenannte Short-Stop-Patronen.

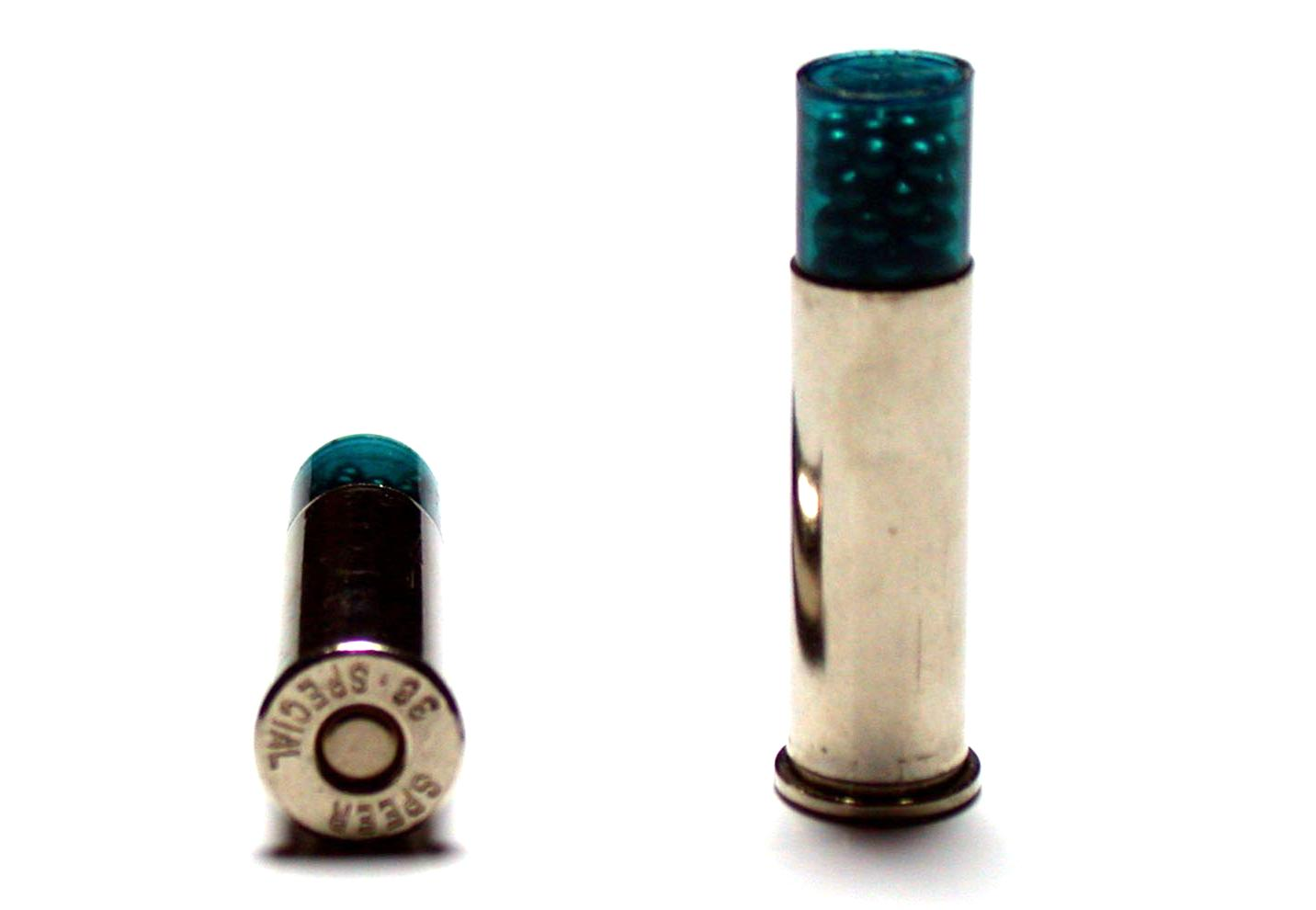
.38 Spl Schrotpatrone

Diese Munition kann auch aus Revolvern des Kalibers .357 Magnum verschossen werden, da ihre Abmessungen abgesehen von der Hülsenlänge ähnlich sind. Aufgrund der relativ geringen Leistung der .38er entwickelte Smith & Wesson die oben genannte Patrone im Kaliber .357 Magnum.

## Andere Bezeichnungen
- .38 S&W Spezial (nominal)
- 9 × 29 mm R (dezimal)